# روبرت بيلي
روبرت إدوارد هارتويل بيلي (بالإنجليزية: Robert Edward Hartwell Baily)‏ هو لاعب كريكيت إنجليزي من جامعة كامبريدج حصل على رتبة الإمبراطورية البريطانية. وُلد روبرت في 6 يونيو 1885، وتُوفي في 19 سبتمبر عام 1973. احترف رياضة الكريكيت لكلية ساري وكامبريدج بين عامي 1904 و1908. وكان أيضًا الكابتن الأول لمدرسة هارو خلال الفترة التي قضاها هناك، وكذلك فريق الممثلين الخاص به. لعب لمنتخب إنجلترا للكريكيت في عام 1905 ونادي ماركيبون للكريكيت في عام 1909.
وُلد روبرت في 6 يونيو 1885 في ليمبسفيلد بسري، حيث كان والده يدير مدرسة إعدادية، وتُوفي في هيرفورد في 19 سبتمبر عام 1973.
لعب والده إدوارد بيلي، لعبة الكريكيت من الدرجة الأولى لجامعة كامبريدج وميدلسيكس.
لدى مغادرة روبرت لجامعة كامبريدج، انضم إلى الخدمة السياسية في السودان الإنجليزي المصري وخدم هناك في الفترة من 1909 إلى 1932، بما في ذلك منصب حاكم مقاطعة كسلا من عام 1926إلى عام 1932.

## روابط خارجية
- قالب:Cricketarchive